# The Beautiful Life
The Beautiful Life (буквален превод: Красивият живот; официален български превод няма) е американски драматичен сериал с участието на Миша Бартън, Корбън Блу, Ел Макферсън и Сара Пакстън. Изпълнителен продуцент на шоуто е Аштън Къчър, като историята разказва за живота на група модели от Ню Йорк. Първият епизод e излъчен по американския телевизионен канал The CW на 16 септември 2009 г. Компанията е поръчала 13 епизода за първия сезон на сериала.
На 25 септември 2009 г. излъчването на сериала е спряно след излъчени два епизода, заради нисък рейтинг. Продуцирани са шест епизода, прекъсването на сериала става по време на снимките на седмия епизод.